# 罗达诺
罗达诺（義大利語：Rodano），是意大利米兰省的一个市镇。总面积12.87平方公里，人口4365人，人口密度339.2人/平方公里（2009年）。国家统计（ISTAT）代码为015185。